# Genchi genbutsu
Le genchi genbutsu (現地現物) est un des premiers principes du système de production de Toyota, et qui se rapproche de la méthode TQM (qualité totale). En effet, pour appliquer cette méthode, on ne fait plus de longues discussions dans les salles de réunion. Les managers, les ingénieurs quittent leurs bureaux et, au lieu de débattre assis dans une salle, on débat directement dans l'atelier, devant les machines et les outils avec les principaux acteurs : les opérateurs. Ainsi, on se doit d'écouter très attentivement puisqu'ils sont les plus renseignés sur les défauts des différents postes.
Cette méthode nécessite donc un effort de la part des cadres mais aussi des ouvriers qui doivent être capables d'expliquer leurs ressentiments sur tel ou tel poste.